# Thaddaeus Ropac
Thaddaeus Ropac, né le 16 janvier 1960 à Klagenfurt (Autriche), est un marchand d'art et galeriste autrichien, installé à Salzbourg, Paris, Pantin et Londres.

## Biographie
Âgé de 22 ans, Thaddaeus Ropac devient l'un des assistants de Joseph Beuys dans le cadre de l'exposition « Zeitgeist » coordonnée en 1982 par Norman Rosenthal (en) au Martin-Gropius-Bau à Berlin. Grâce à Beuys, il rencontre à New York l'année suivante, des personnalités de l'art contemporain comme Andy Warhol, Leo Castelli, puis Jean-Michel Basquiat ; ce dernier lui permet de monter une première exposition composée de dessins, dans un espace ouvert à Lienz. Il ouvre en 1983 un second espace à Salzbourg.
En 1989, il regroupe ses activités dans un espace unique, toujours à Salzbourg, en reprenant la Villa Kast, un hôtel particulier, qui est, aujourd'hui encore, l'une des galeries les plus importantes d'Autriche.
En 1990, il ouvre une deuxième galerie, cette fois à Paris, dans le quartier du Marais, rue Debelleyme.
Fin 2012, il inaugure un troisième espace, une ancienne usine de chaudronnerie datant du vingtième siècle, à Pantin et en fait une véritable « cité des arts »,, où sont essentiellement exposées des œuvres de grandes dimensions.
En 2017, il ouvre à Londres, dans le Mayfair, un quatrième espace consacré aux artistes contemporains.

## Cinéma
- 2018 : Alien Crystal Palace d'Arielle Dombasle